# 吠える40度

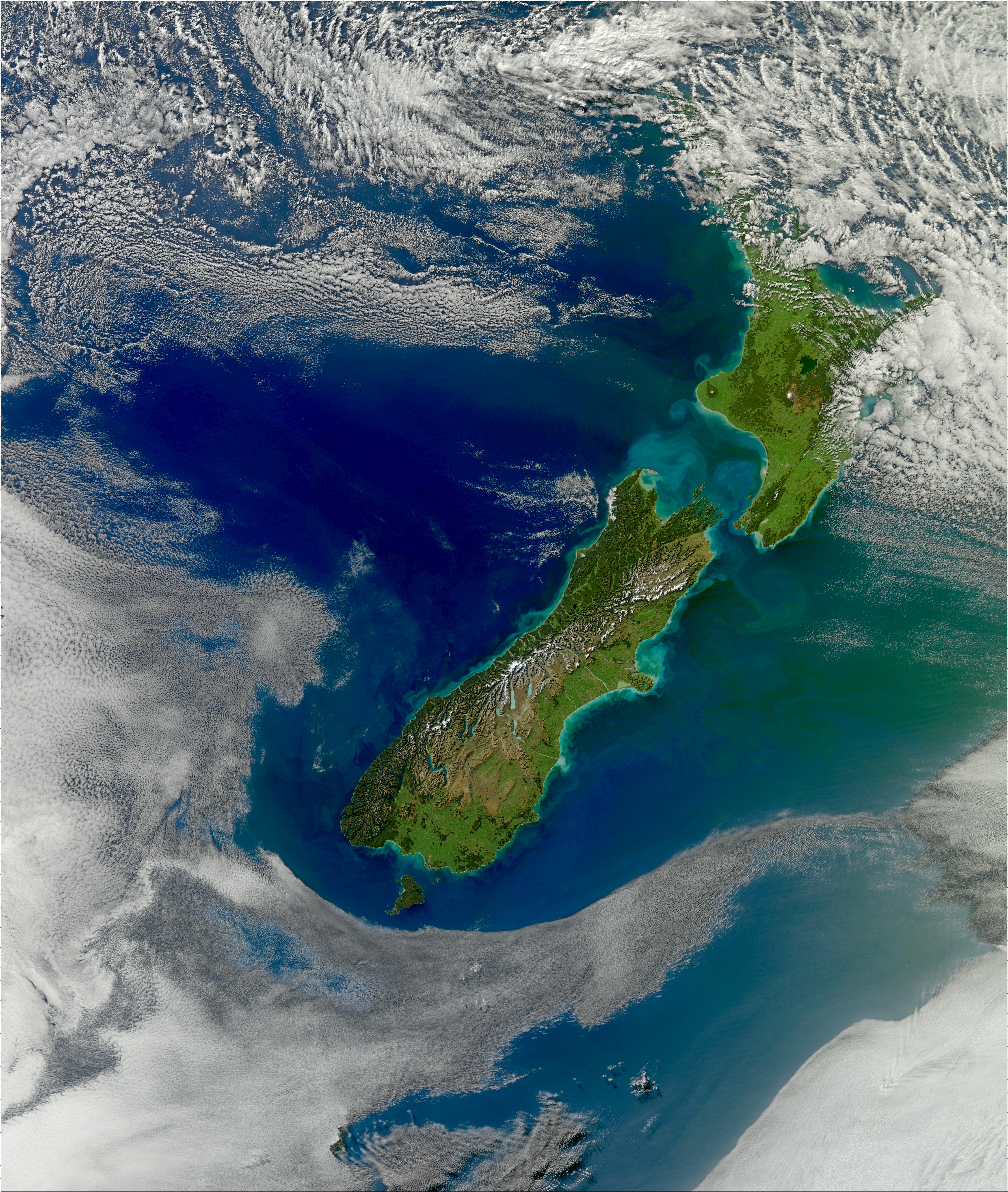
吠える40度はクック海峡において高波を産生し、それが海岸を侵食している

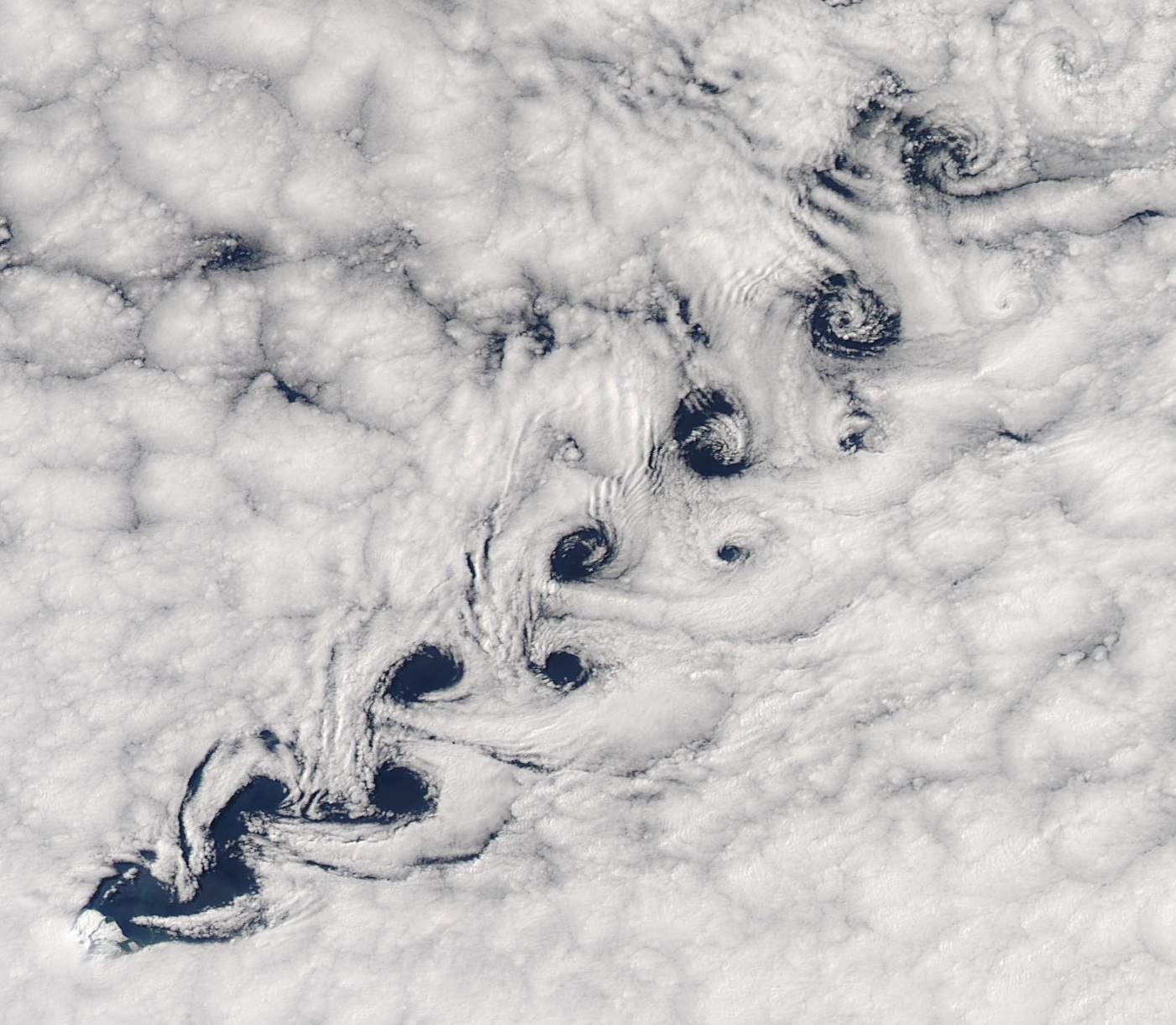
激しい偏西風がハード島に吹き寄せた結果、島の東側に生じたカルマン渦

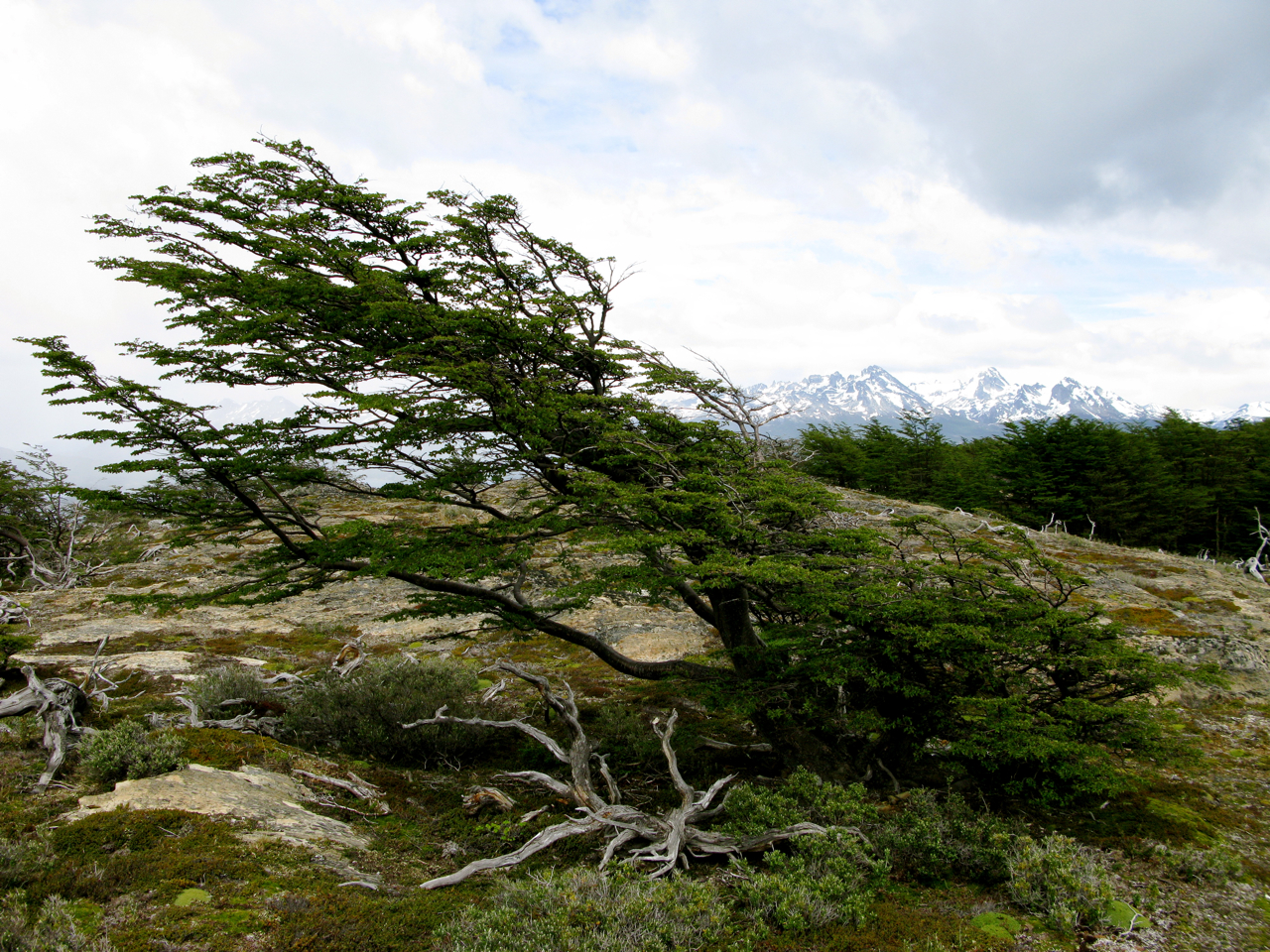
ティエラ・デル・フエゴの樹木。強い西風により変形している。

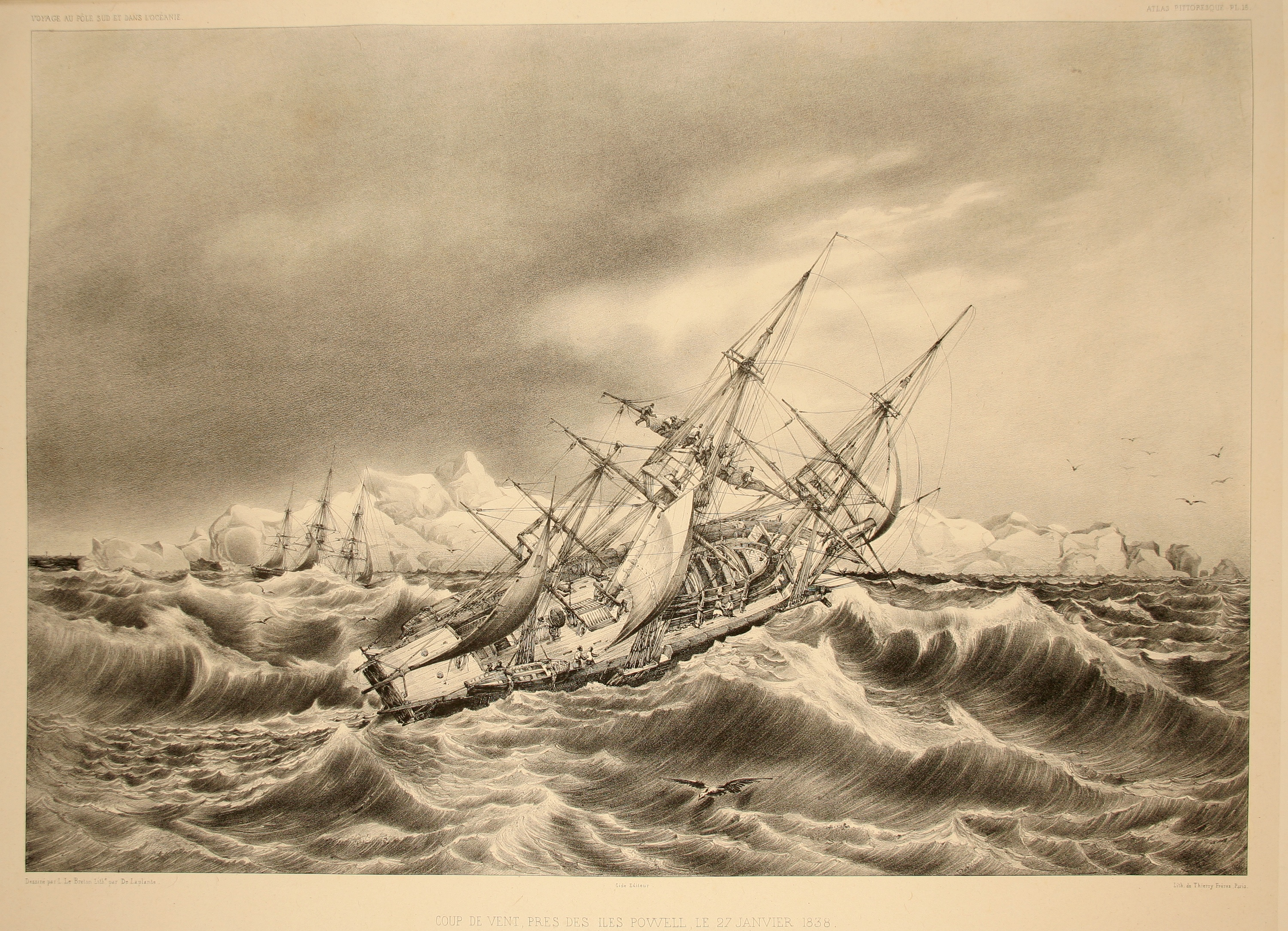
19世紀フランスの地理案内に描かれた南極海周辺

吠える40度（ほえる40ど）は、南緯40度から50度にかける海域の俗称。このように呼ばれる理由は、吠える40度の海域では西寄りの卓越風が吹いているからである。この風を弱める陸地が少ないため、この風は南半球で特に強い。その中でもインド洋南部では特に強い。
吠える40度の風はクリッパールートと呼ばれる航路（クリッパーの航行ルート）において重要な役割を果たしていた。この風は、オランダの船乗りヘンドリック・ブラウエルによって1610年に発見されたのがおそらく最初と思われる。この風を利用してインド洋を素早く東へ進み、オランダ東インド会社の東南アジア本拠地ジャカルタ（当時のオランダ領東インド・バタヴィア）へ向かうために利用された。

## 仕組み
赤道付近で暖められて上昇した空気は、極地方から赤道付近へとやってきた冷たい空気に押し出されるようにして極地方へと向かう。これがハドレー循環と呼ばれる大気循環である。赤道付近から極地方へと向かう空気は緯度30度付近で下降し、そこからは地表近くを通りながら引き続き、極地方へと向かうが（フェレル循環）、緯度60度付近で極渦の影響を受けて再び上昇する。この緯度30〜60度付近における大気の循環と地球の自転が組み合わさることで、西から東へ向かう空気の流れ、つまり偏西風が生じている。  
北半球とは違って南半球の緯度40度帯は、タスマニア島やニュージーランド、南アメリカ大陸南部を除けば、大きな面積が開けた大洋となっており、南米南部では非常に速い風「吠える40度」が生まれている。より南極大陸に近い領域では、さらに強い風が吹いており、狂う50度（南緯50度〜60度帯）、絶叫する60度（南緯60度以上。「叫ぶ60度」ともと呼ばれる。吠える40度・狂う50度・絶叫する60度の緯度は一定ではなく、南半球が夏期の際には南極へ近づき冬期には赤道に近づく。

## 航海における利用

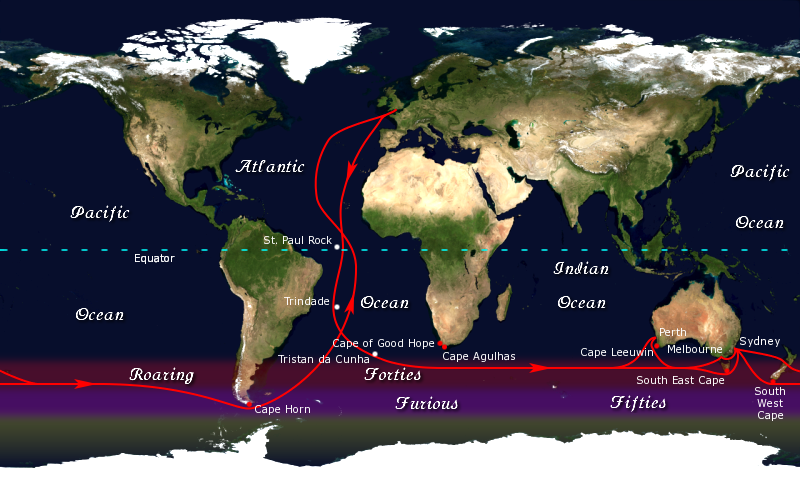
クリッパールート（南緯40度の海域の強風を利用した航路）

帆船時代には、ヨーロッパから東インドやオーストララシアへ向かう船はアフリカ西海岸を南下して喜望峰を周り、インド洋を航行する際に吠える40度の風を利用して速度を出し、東インドやオーストララシアを発つ際にもやはり吠える40度の風を利用して東向きに航路をとって太平洋を航行し、ホーン岬を通過してからアメリカ大陸東海岸沿いに北上してヨーロッパへ帰還した。「東航航程を南下する」という文句がかつて吠える40度を利用した高速の航行を指して使われた。
船で世界一周する人々も、特にその速度を競う際に、吠える40度の領域を航行した際の速さを利用する。